# Roderick Andrew Francis MacKenzie
Roderick Andrew Francis MacKenzie SJ (* 15. November 1911 in Liverpool; † 30. April 1994 in Pickering (Ontario)) war ein kanadischer römisch-katholischer Exeget.

## Leben
Er kam 1924 mit seiner Familie nach Peterborough (Ontario) und trat 1928 in die Gesellschaft Jesu in Guelph ein. Nach mehrjährigem Studium und Unterrichten wurde er 1941 in Montréal zum Priester geweiht. Er promovierte von 1946 bis 1949 in zur Bibelwissenschaft am Päpstlichen Bibelinstitut in Rom.
Von 1950 bis 1963 unterrichtete er am Regis College in Toronto das Fal Altes Testament. Er war Rektor des Päpstlichen Bibelinstituts von 1963 bis 1969 und dort bis 1975 als Professor tätig. Während dieser Zeit war er Peritus des Zweiten Vatikanischen Konzils und Berater des Konzils für Liturgie und der Kommission für die Nova Vulgata. Er kehrte 1975 als emeritierter Professor an das Regis College zurück und ging 10 Jahre später in den Ruhestand. Unter seinen zahlreichen Tätigkeiten war die Präsidentschaft der International Organization for the Study of the Old Testament (1965–1968), Chefredakteur von Biblica (1969–1975), stellvertretender Herausgeber des Catholic Biblical Quarterly (1952–1963) und Berater für die New Catholic Encyclopaedia (1961–1963).

## Schriften (Auswahl)
- Introduction to the New Testament. Collegeville 1965, OCLC 955879470.
- The Psalms. A Selection. Collegeville 1967, OCLC 1936560.
- Faith and history in the Old Testament. Minneapolis 1969, OCLC 913481734.
- Sirach. Wilmington 1983, ISBN 0894532537.